# I’m a Believer
I’m a Believer ist ein Pop-Rock-Song der US-amerikanischen Band The Monkees aus dem Jahr 1966. Das von Neil Diamond geschriebene Stück war die erfolgreichste Single der Gruppe.

## Geschichte
Die Casting-Band The Monkees hatte akzeptiert, dass die Musik ihrer Stücke von Studiomusikern gespielt wurde und der Chef ihres Schallplattenlabels Don Kirshner ihre Fähigkeiten als nicht ausreichend empfand. Das war auch an den beiden Aufnahmetagen für I’m a Believer / (I’m Not Your) Steppin’ Stone, dem 15. und 23. Oktober 1966, in New York City der Fall. Jeff Barry als Produzent der A-Seite engagierte unter anderem als Akustik-Gitarristen den jungen Komponisten des Titels, Neil Diamond, als Schlagzeuger Buddy Salzman und als Bassistin Carol Kaye von The Wrecking Crew. Singen durfte lediglich Micky Dolenz, dessen Gesang in Hollywood zum so vorbereiteten Instrumentalplayback im Wege des Overdubbing hinzugefügt wurde.
Diamonds Text über die erste wahre Liebe, die es doch nicht nur im Märchen und nur für andere gibt, wurde durch das Wechselspiel zwischen Gitarre und Orgel unterlegt, das die dominante Klammer des Stückes bildet. Take 18 wurde schließlich als Master verwendet und ging in die Plattenproduktion. Am 12. November 1966 wurde die Single als Colgems #1002, die erst zweite Platte des jungen Labels, veröffentlicht. RCA übernahm den Vertrieb des Popsongs.

## Hintergründe des Songs
Nachdem die Monkees ihren ersten, recht erfolgreichen Hit Last Train to Clarksville hatten, suchte Don Kirshner nach weiterem Material für die Gruppe. Dabei fiel ihm Neil Diamond auf, der im August 1966 mit der Eigenkomposition Cherry, Cherry seinen ersten Hit gelandet hatte. Diamond war beim Musikverlag Aldon Music Publishing unter Vertrag, den Kirshner im Jahre 1963 an Columbia-Screen Gems verkauft hatte. Kirshner fragte Diamonds Produzenten Jeff Barry und Ellie Greenwich, ob Diamond noch mehr anbieten könne. Dieser überließ den Monkees nicht nur I’m a Believer, sondern auch den Titel für die Nachfolgesingle A Little Bit Me, A Little Bit You und eine Vielzahl weiterer Kompositionen.
Tommy Boyce, der die erste Monkees-Single (und die B-Seite von I’m a Believer) produziert hatte und auch weitere Aufnahmen überwachte, war von den Stimmqualitäten der Gruppe nicht überzeugt: „Micky Dolenz konnte singen, Davy hatte eine passable Balladenstimme, Michael fühlte sich als Merle Haggard und Peter konnte überhaupt nicht singen; zusammengenommen ergab das nicht das Rockband-Image der TV-Serie“. Die stimmlichen Probleme und die instrumentalen Mängel der Gruppe wurden durch professionelle Studiomusiker wie Hal Blaine, James Burton oder Leon Russell kompensiert.

## Kommerzieller Erfolg

### Chartplatzierungen
Nach ihrem Hitparadeneintritt am 10. Dezember 1966 schnellte die Single bereits am 31. Dezember 1966 auf Rang eins, wo sie für sieben Wochen verblieb. Zum Jahreswechsel wurde sie in 16 Ländern auf dem ersten Rang der Charts notiert, darunter für vier Wochen in Großbritannien und seit 11. Februar 1967 für fünf Wochen in Deutschland.
| ChartsChartplatzierungen       | Höchstplatzierung | Wochen |
| ------------------------------ | ----------------- | ------ |
| Deutschland (GfK)              | 1 (18 Wo.)        | 18     |
| Österreich (Ö3)                | 1 (16 Wo.)        | 16     |
| Vereinigte Staaten (Billboard) | 1 (15 Wo.)        | 15     |
| Vereinigtes Königreich (OCC)   | 1 (18 Wo.)        | 18     |

| ChartsJahrescharts (1967)      | Platzierung |
| ------------------------------ | ----------- |
| Deutschland (GfK)              | 8           |
| Österreich (Ö3)                |             |
| Vereinigte Staaten (Billboard) | 5           |

### Auszeichnungen für Musikverkäufe
Nachdem am 3. Dezember 1966 die Monkees ihr erstes Konzert in Honolulu bestritten hatten, wurde I’m a Believer am 5. Dezember 1966 in Folge 13 der Sitcom-Serie The Monkees präsentiert.
Zu jenem Zeitpunkt lagen insgesamt 1.051.280 Vorbestellungen für die Single vor. Von Dezember 1966 und bis Anfang 1967 wurden über drei Millionen Exemplare der Single in den USA verkauft. Alleine wegen der Vorbestellungen erhielt sie eine Goldene Schallplatte. In Großbritannien wurden 750.000 Stück umgesetzt, weltweit geschätzte zehn Millionen. Sie entwickelte sich zur umsatzstärksten Single des Jahres 1967. In diesem Jahr verkauften die Monkees mehr Platten als die Beatles und die Rolling Stones zusammen. Allein fünf Millionen LPs im Jahre 1967 war für die Musikindustrie eine bis dahin unbekannte Größenordnung.
| Land/Region                  | Auszeichnungen für Musikverkäufe (Land/Region, Auszeichnung, Verkäufe) | Verkäufe  |
| ---------------------------- | ---------------------------------------------------------------------- | --------- |
| Spanien (Promusicae)         | Gold                                                                   | 30.000    |
| Vereinigte Staaten (RIAA)    | Gold                                                                   | 1.000.000 |
| Vereinigtes Königreich (BPI) | 2× Platin                                                              | 1.200.000 |
| Insgesamt                    | 2× Gold · 2× Platin ·                                                  | 2.230.000 |

## Coverversionen
Die bekannteste Coverversion stammt vom Komponisten Neil Diamond selbst. Er nahm den Song für seine LP Just for You auf, die am 16. September 1967 erschien. Es folgten 25 weitere Fassungen, darunter die von EMF und Smash Mouth.